# Ion Nistor

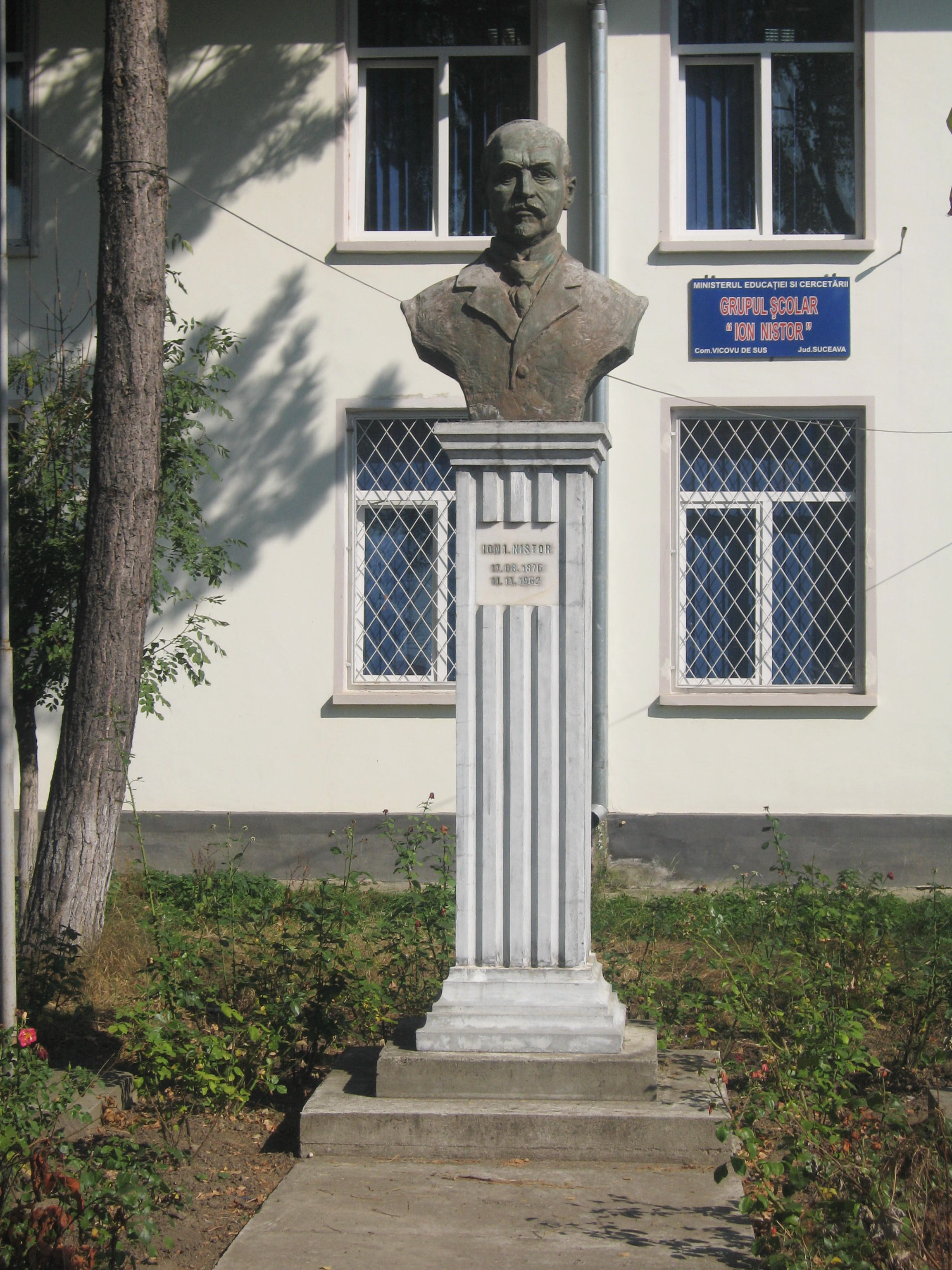

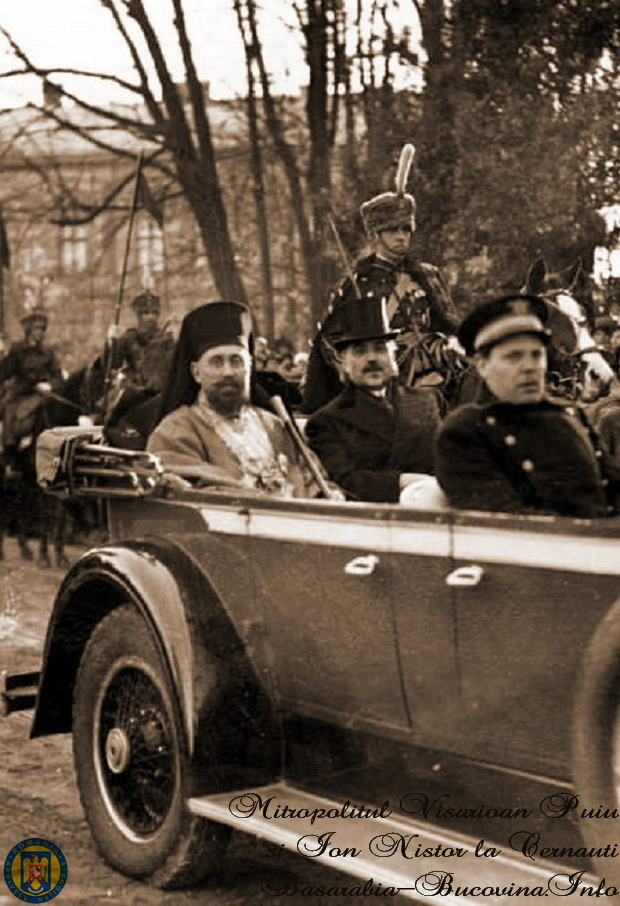
Visarion Puiu și Ion Nistor înspre Palatul Mitropolitan de la Cernăuți, 1918

Ion I. Nistor (n. 16 august 1876, Bivolărie, Suceava, România – d. 11 noiembrie 1962, București, România) a fost un istoric și militant unionist bucovinean, membru al comitetului de organizare a Adunării Naționale de la Cernăuți, care a hotărât unirea Bucovinei austro-ungare cu România, în cadrul căruia a redactat „Actul Unirii”. Profesor la Universitățile din Viena și Cernăuți, rector al Universității din Cernăuți, profesor universitar la București, membru al Academiei Române (1911), director al Bibliotecii Academiei Române, fruntaș al Partidului Național Liberal, fost ministru de stat, reprezentând Bucovina, apoi, succesiv, ministru al lucrărilor publice, al muncii și, în final, al cultelor și artelor.
Casa memorială „Ion Nistor” de la Bivolărie, astăzi localitate componentă a orașului Vicovu de Sus, a fost organizată și deschisă în anul 1993 de Societatea pentru Cultura și Literatura Română în Bucovina (SCLRB) și de primăria din Vicovu de Sus.

## Biografie
Ion Nistor s-a născut la 4 august 1876 în familia de țărani Ilie și Maria Nistor din satul Bivolărie, comuna Vicovu de Sus, districtul Rădăuți (ulterior în județul Rădăuți), Bucovina, ce-a aparținut Austro-Ungariei. A fost căsătorit cu Virginia Pauliucu-Burlă (fiica parohului din Cârlibaba, Gheorghe Pauliucu-Burlă) și au avut împreună un singur copil: Oltea I. Nistor-Apostolescu (decedată la 13 iulie 1999).
Urmează 2 ani școala primară în satul natal și apoi o continuă, în limba germană, în orașul Rădăuți. Între anii 1889-1897 urmează cursurile Liceului „Eudoxiu Hurmuzachi”, pe atunci liceu german, dobândind un mare interes și dragoste pentru trecutul românilor bucovineni. După ce a susținut examenul de bacalaureat, este admis ca student la Facultatea de Filosofie a Universității din Cernăuți. A activat o perioadă ca profesor suplinitor la Cernăuți, iar în anii 1904-1907 a fost profesor secundar la Liceul clasic din Suceava, timp în care a început să editeze, împreună cu George Tofan și Victor Moraru, revista Junimea literară.
La 22 martie 1909, în urma examenelor susținute, a fost promovat doctor în filosofie și litere în Aula Universității din Viena. În anul 1911 a fost abilitat ca docent al universității vieneze, întorcându-se apoi în Bucovina.
În octombrie 1911 își ține cursul inaugural la Universitatea din Cernăuți, cu tema: „Locul românilor în istoria sud-est europeană”, temă care avea să fie emblematică pentru carierea sa și care l-a determinat pe Lucian Blaga să-l clasifice între „istoricii ideii și unității naționale”.
Membru al conducerii la Societatea pentru cultura și literatura română în Bucovina din 1913, profesor la Universitatea din Cernăuți din 1914 și membru corespondent al Academiei Române din același an, Ion Nistor s-a stabilit la București și a fost ales președinte al Comitetului refugiaților bucovineni. În 1916, cu ocazia primirii sale ca membru titular în Academia Română, a evocat un capitol din viața culturală a românilor din Bucovina, cu un răspuns din partea lui Nicolae Iorga și, tot în același an, a publicat Istoria Bisericii din Bucovina și rostul ei național-cultural în viața românilor bucovineni.
În perioada 1919-1939, în plan politic și public, a avut responsabilități dintre cele mai diverse. A fost ministru al Bucovinei în guvernul condus de Ion I.C. Brătianu în 1922-1926; senator de drept, între 1928-1933; ministru secretar de stat pentru minorități etnice în 1933; ministru al muncii în guvernul condus de Gheorghe Tătărăscu; ministru al cultelor și artelor în guvernul Gheorghe Tătărăscu. Un democrat de centru-dreapta, Nistor a fost un adversar declarat al comunismului, democrației sociale, dar și al nazismului și al extremei drepte.
În perioada interbelică, profesorul și rectorul universității cernăuțene a editat volumul Corespondență diplomatică și rapoarte consulare austriece, în colecția Hurmuzachi, a editat revista Junimea literară, a publicat Istoria Basarabiei, a susținut Buletinul Codrul Cozminului. Lucrarea sa cea mai reprezentativă este Problema ucraineană în lumina istoriei, iar Societatea pentru literatura și cultura română în Bucovina a publicat o nouă ediție, care a fost lansată la Cernăuți, Rădăuți și Botoșani. Până la moartea sa, în noiembrie 1962, a redactat lucrarea Istoria Bucovinei, rămasă în manuscris până în 1991, și a definitivat lucrarea de sinteză Istoria României, care nu a fost încă publicată.
„Ion Nistor, profesorul și istoricul care a stat întreaga lui viață în slujba istoriei și a cauzei naționale s-a identificat nu numai cu destinul dramatic al provinciei sale: Bucovina istorică, ci al tuturor românilor, fiind istoricul tuturor românilor, din Galiția în Tessalia și de la Nistru până la Tisa”, a afirmat istoricul ieșean Ion Toderașcu.
Arestat la 5/6 mai 1950, în așa-zisa „noapte a demnitarilor”, a fost internat la închisoarea Sighet pe timp de 24 luni, încadrat ulterior prin Decizia M.A.I. nr. 334/1951; pedeapsă i-a fost majorată cu 60 luni, prin Decizia M.A.I. nr. 559/1953. A fost eliberat la 5 iulie 1955. 
„„În noaptea de 5 spre 6 mai 1950, am fost trezit din somn de nevastă-mea care-mi vestea că bate cineva la ușă. Am sărit din pat și ajungând la ușă am întrebat: <Cine bate?> Mi s-a răspuns: <Poliția>. Am deschis ușa și cinci agenți de poliție intrară în cameră. Nevastă-mea, îngrozită, înlemnise lângă patul meu. Unul din agenții politici îmi prezintă ordinul prin care eram chemat la Prefectura Poliției pentru informații, somându-mă să mă îmbrac imediat și să-i urmez. Am urmat somațiunii, îmbrăcându-mă în grabă. Nu mi s-a îngăduit să iau cu mine nimic, nici chiar rămas bun de la soția mea și de la nepoți, care priveau cu groază ridicare mea. Doi dintre agenți mă luară între ei și mă conduseră afară, spunându-mi să fiu om de înțeles și să nu strig. Ieșind din curtea casei, mă conduseră până în strada vecină, unde aștepta o mașină. Am fost împins în mașină și așezat între cei doi agenți, dintre care unul îmi ordonă să-mi leg ochii. Am scos batista din buzunar și m-am legat la ochi, ca să nu văd unde mă duc." ”—Ion I. Nistor, Date autobiografice. Amintiri din închisoare
Despre starea lui în ultimii ani de viață vorbește un citat din opusul său: 
„Aștern pe hârtie aceste rânduri sub stăpânirea unor duioase amintiri. Am rămas singur în viață din generația Unirii, care s-a bucurat de roadele străduințelor ei pentru înfăptuirea Unirii Naționale. Au murit Ionel și Vintilă Brătianu, au dispărut din viață Iuliu Maniu, Alexandru Vaida și Ion Inculeț, au trecut în cele eterne Nicolae Iorga și Octavian Goga.

Veșnic îmi stă înaintea ochilor apoteoza Regelui Ferdinand și a Reginei Măria, împlinitorii visului de aur al neamului nostru.

Am rămas singur în viață, sortit să înfrunt prăbușirea măreței opere naționale, stropită cu sângele eroilor de la Mărășești!”—Ion I. Nistor, Date autobiografice. Amintiri din închisoare (1957)

## Funcții politice
- 2 octombrie 1934 - 23 septembrie 1935: ministrul muncii (la Ministerul Muncii, Sănătății și Ocrotirii Sociale),
- 23 septembrie 1935 - 29 august 1936: ministrul muncii, sănătății și ocrotirii sociale.

## Note

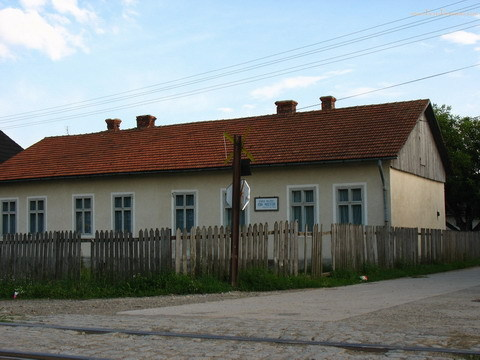
Casa Memorială "Ion Nistor" de la Bivolărie

## Opera
- Die moldauischen Ansprüche auf Pocutien ("Revendicările moldovenești la Pocuția"), Viena, 1910;
- Die auswärtigen Handelsbeziehungen der Moldau ("Relațiile comerciale externe ale Moldovei"), Gotha, 1911;
- Handel und Wandel in der Moldau ("Comerț și schimbare în Moldova"), Cernăuți, 1912;

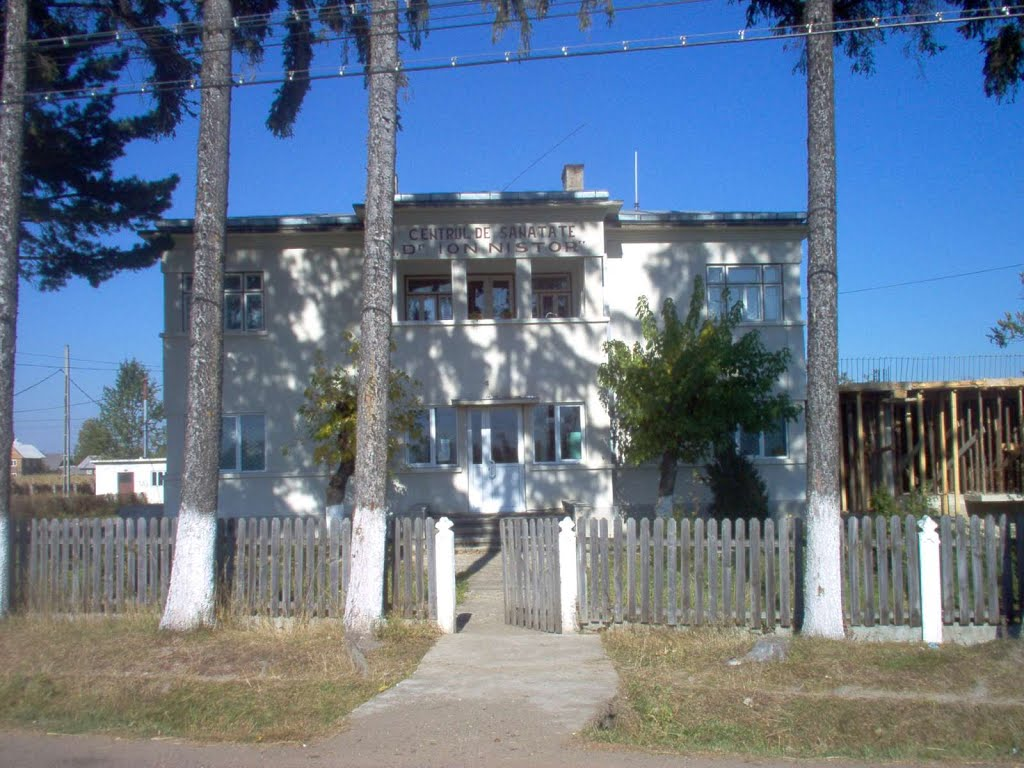

- Zur Geschichte der Schulwesens in der Bukowina ["Despre istoria sistemului școlar din Bucovina"] (1912);
- Die geschichtliche Bedeutung der rumänen und die Anfänge ihrer staatlichen Organisation ["Importanța istorică a românilor și începuturile organizării lor statale"] (1913);
- Die Urkunde Stephans des Grossen ("Hrisovul lui Ștefan cel Mare"), Berlin, 1914;
- Bucovina sub raportul politic și administrativ, București, 1915;
- Emigrările de peste munți (1915);
- Românii și rutenii în Bucovina (1915);
- Un capitol din viața culturală a românilor din Bucovina, discurs de recepțiune (1916);
- Istoria bisericii din Bucovina (1916);
- Der nationale Kampf in der Bukowina ["Lupta națională din Bucovina"] (1918);
- Das moldauische Zollwesen im 15 und 16 Jahrhundert ["Obiceiuri moldovenești în secolele al XV-lea și al XVI-lea"], Leipzig, 1912;
- Discurs la mesajul tronului…, Cernăuți, 1920;
- Istoria fondului bisericesc din Bucovina (1921);
- Politica de unitate națională. Discurs, 1923;
- Istoria Basarabiei, Edițiile I-III, Biblioteca Așezământului "I.C. Brătianu", nr. 1, Institutul de Arte Grafice și Editura "Glasul Bucovinei", Cernăuți, 1923; ediția a IV-a, 1924; Editura Humanitas, 1991 și 2017;
- Luca Arbore, Hatmanul. La 400 de ani de la moartea lui (1924);
- Pomenirea lui Dimitrie Cantemir Voievod (Acad. Rom.), București 1924;
- Românii transnistrieni, Cernăuți, 1925;
- Bejenari ardeleni în Bucovina, 1926;
- Contra calomniei (1927);
- Contra deposedării Universității din Cernăuți (1927);
- Răsunetul războiului din 1877 în Bucovina și Basarabia, București, 1927;
- Gr. Vodă Ghica, Cernăuți, 1928;
- Unirea Bucovinei, București, 1928;
- Drumurile noastre în ultima sută de ani (1929);
- Cehoslovacii și românii, Cernăuți, 1930;
- Le comte de Saint-Aulaire et la Bucovine ("Contele de Saint-Aulaire și Bucovina"), București, 1930;
- Decorarea lui Avram Iancu (1931);
- Un român iscoadă… (1931);
- Alexandru cel Bun, Cernăuți, 1932;
- Locul lui Alexandru cel Bun în istoria civilizației creștine (1932);
- Șase ani de autonomie bisericească (1932);
- Biserica și școala greco-română din Viena, București, 1932;
- Contribuții la relațiunile dintre Moldova și Ucraina (1933);
- Din corespondența lui Todleben de la Plevna (1933);
- Mănăstirea Moldaviței, Cernăuți, 1933;
- Rostul politic și social al bisericii în trecut și prezent, București, 1933;
- Rück – und Ausblick in die Geschichte Rumäniens ["Retrospectivă și perspectivă în istoria României"], Jena și Leipzig (1933);
- Discurs, Cernăuți, 1934;
- Problema ucraineană în lumina istoriei (1934);
- Tratativele lui Mihai Viteazul cu Polonia, București, f.an.;
- Universitatea din Cernăuți și loviturile lui P.P. Negulescu, Cernăuți, 1926 (cu alții);
- T.G. Masaryk (cu alții), Buc., 1930;
- Corespondența lui Coronini cu principatele, Cernăuți, 1938;
- Bucovina sub dominațiunea românească (1938);
- Documente privitoare la istoria Românilor… (1938)
- Istoria Bucovinei, Editura Humanitas, București, 1991;